# フタバ産業
フタバ産業株式会社（フタバさんぎょう、英: FUTABA INDUSTRIAL CO.,LTD.）は、愛知県岡崎市に本社を置くマフラーなど自動車部品の大手メーカー。
東京証券取引所及び名古屋証券取引所に上場している。トヨタ自動車が約31%を出資しており筆頭株主となっている。双葉電子工業の子会社（直販部門）に同名の会社が存在するが、関連は一切ない。

## 概要
マフラーやエキゾーストマニホールドなどの排気系部品や車体部品を得意とする。
マフラーにおいては、トヨタ、日産、ホンダ、スズキ、ダイハツなど多くの完成車メーカー向けに出荷しており、国内トップシェアを誇っている。
愛知県額田郡幸田町にある幸田工場が最大規模の工場で、自動車用マフラーを量産している。
自動車部品のほかに、富士フイルムビジネスイノベーションなどコピー機のフレームの生産も行なっている。
売上比率は自動車部品が9割を超えている。
社内には軟式野球部が存在しており、天皇賜杯全日本軟式野球大会で優勝実績あり。2018年から元プロ野球選手の柴田亮輔が監督を務めており、2024年時点で選手には元プロの伊藤康祐や山本一輝が在籍している。

## 創業の背景
1944年（昭和19年）11月、株式会社電元社製作所（現在の電元社：本社は神奈川県）が疎開工場として岡崎市中町に電元社製作所岡崎工場を設立。電元社は、三菱重工業名古屋航空機製作所より航空機の部品を受注・生産していたが、終戦とともに取引が終了し、岡崎から撤退することになった。そうした中で、電元社の益子史郎（フタバ産業の初代社長）らと三菱重工業名古屋航空機製作所の技術者らは自分達の専門分野である電気知識を生かし、また岡崎市の土地建物の有効利用を図るべく、電元社の施設を賃貸する形で1945年（昭和20年）11月1日に資本金200万円でフタバ産業として起業した。

## 沿革
- 1945年（昭和20年）11月 - 岡崎市中町において創業。
- 1957年（昭和32年）5月　- 名古屋市元塩町に名古屋工場を新設。
- 1959年（昭和34年）9月 - 豊田市緑ヶ丘に緑工場を新設。
- 1966年（昭和41年）10月 - 本社ならびに岡崎工場を岡崎市中町より岡崎市橋目町に移転。
- 1968年（昭和43年）11月 - 名古屋証券取引所市場第二部に上場。
- 1969年（昭和44年）5月 - 安城市上条町に安城工場を新設。
- 1970年（昭和45年）8月 - トヨタ品質管理賞を受賞。
- 1971年（昭和46年）6月 - 岡崎市在家町に六ツ美工場を新設。
- 1980年（昭和55年）
  - 3月 - 渥美郡田原町（現在の田原市）に田原工場を新設。
  - 12月 - 東京証券取引所市場第二部に上場。
- 1981年（昭和56年）11月 - 岡崎市高橋町に高橋工場を新設。
- 1985年（昭和60年）10月 - PM優秀事業場賞を受賞。
- 1986年（昭和61年）9月 - 東京証券取引所・名古屋証券取引所市場第一部に上場。
- 1988年（昭和63年）9月 - 協祥機械工業公司（台湾）と合弁契約。
- 1991年（平成3年）4月 - 佐賀県伊万里市に株式会社フタバ伊万里を設立。
- 1993年（平成5年）4月 - 額田郡幸田町に幸田工場を新設。
- 1994年（平成6年）11月 - アメリカ合衆国イリノイ州にFIC America Corp.を設立。
- 2000年（平成12年）
  - 2月 - 岩手県西磐井郡平泉町に株式会社フタバ平泉を設立。
  - 12月 - イギリスにFutaba Tenneco U.K.Ltd.を設立。
- 2001年（平成13年）
  - 3月 - 香港に雙葉科技株式会社を設立。
  - 10月 - アメリカ合衆国インディアナ州にFutaba Indiana of America Corp.を設立。
- 2002年（平成14年）
  - 2月 - 中国に天津双協機械工業有限公司を設立。
  - 3月 - カナダオンタリオ州にFIO Canada Automotive Corp.を設立。
  - 12月 - チェコ共和国にFutaba Czech s.r.o.を設立。
- 2004年（平成16年）
  - 1月 - 中国に天津双叶協展機械有限公司を設立。
  - 4月 - 愛知県知立市に株式会社フタバ知立を設立。
  - 10月 - イギリスにFutaba Industrial U.K.Ltd.を設立。
- 2005年（平成17年）
  - 2月 - アメリカ合衆国テキサス州にFutaba Industrial Texas Crp.を設立。
  - 8月 - 中国に東莞双叶金属制品有限公司を設立。
  - 8月 - フタバ伊万里 宮田工場が操業を開始。
- 2006年（平成18年）
  - 4月 - 株式会社フタバ知立を吸収合併。
  - 11月‐福岡県直方市でフタバ伊万里 直方工場が操業を開始。
- 2007年（平成19年）- 中国に双叶金属制品（深圳）有限公司を設立。インドハリヤーナー州にFMI Automotive Components Ltd.を設立。
- 2011年（平成23年）- 中国に双叶（常州）管理有限公司を設立。アメリカにFutaba North America Engineering&Marketing Co.を設立。インドネシアにPT,Futaba Industrial Indonesiaを設立。
- 2012年（平成24年）
  - 中国に長沙双叶汽車部件有限公司を設立。
  - 4月 - 子会社の株式会社フタバ伊万里が株式会社フタバ九州へ商号を変更。
- 2015年（平成27年） - ホットスタンプライン初導入　ホットスタンプ部品　量産開始。扁平巻締めマフラー　量産開始。TS16949認証、ISO9001認証を取得。
- 2016年（平成28年）4月 - 子会社の株式会社フタバ九州が本店所在地を佐賀県伊万里市から福岡県直方市へ移転。
- 2017年（平成29年） - 農業分野へ進出　CO2貯留・供給装置の販売開始。インドグジャラート州にFutaba Industrial Gujaratを設立。イギリスFTUKの会社名をFMUKへ社名変更。
- 2018年（平成30年） - IATF16949認証を取得。
- 2019年（平成31年/令和元年）- イギリスFIUKがFMUKへ経営統合。

## 生産拠点

### 日本国内
- 本社／岡崎工場 - 愛知県岡崎市橋目町
- 緑工場 - 愛知県豊田市緑ヶ丘
- 知立工場 - 愛知県知立市逢妻町
- 幸田工場 - 愛知県額田郡幸田町大字長嶺
- 六ッ美工場 - 愛知県岡崎市在家町
- 高橋工場 - 愛知県岡崎市高橋町
- 田原工場 - 愛知県田原市緑ヶ浜
- フタバ九州 直方工場 - 福岡県直方市大字中泉1181番地6
- フタバ九州 伊万里工場 - 佐賀県伊万里市大川町川原5515番地
- フタバ九州 宮田工場 - 福岡県宮若市上有木1番地 (トヨタ自動車九州内)
- フタバ平泉 - 岩⼿県⻄磐井郡平泉町平泉字上徳沢65
- フタバ須美 - 愛知県額田郡幸田町大字須美字南山2-1

### 海外
- FIC America Corporation 485, East Lies Rd, Carol Stream Il, 60188, USA
- Futaba Indiana of America Corp. 3320 southKeller Road．Vincennes IN．47591．USA
- Futaba Industrial Texas Corp. 17100 Applewhite Bldg. 5 San Antonio, TX 78264, USA
- FIO Automotive Canada Corp. 220　DUNN　ROAD，STRATFORD，ONTARIO，CANADA
- Futaba Czech S.R.O Bast inov 130 Mirovka 580 01 Havlickuv Brod Czech Republic
- Futaba Manufacturing U.K Ltd.（バーンリー工場） Liverpool Road, Rosegrove, Burnley, Lancashire BB12 6HJ, England
- Futaba Manufacturing U.K Ltd.（ダービー工場）Plot 5000 Park Avenue, Dove Valley Park, Foston Derbyshire, U.K.
- 天津双協機械工業有限公司 中華人民共和国天津市西青区中北鎮営建支路夏利存車場対過
- 天津双叶協展機械有限公司 中国天津経済技術開発区第十一大街73号
- 広州双叶汽車部件有限公司 中国広東省広州市南沙区黄閣鎮黄閣中路22号
- 雙葉科技株式会社（東莞大嶺山双叶机械廠）中国広東省東莞市大嶺山鎮大嶺山工業園
- 東莞双叶金属制品有限公司 中国広東省東莞市大嶺山鎮科苑横路11号1棟101室
- 長沙双叶汽車部件有限公司 中国湖南省長沙県東十一路南段18号
- PT.Futaba Industrial Indonesia Blok AB No.7, Kota Deltamas, Desa Sukamahi, Kecamatan Cikarang Pusat, Kabupaten Bekasi -17530, Jawa Barat, Indonesia
- FMI Automotive Components Private Limited Sub-Plot No.4,5,8&9,Plot No.1,Phase-3A,Maruti Supplier Park IMT Manesar Guragaon,Haryana
- Futaba Industrial Gujarat Private Limited Plot No.10-11, Suppliers Park of Suzuki Motor Gujarat (SMG),Block No-334,335 Village Hansalpur, Ahmedabad, Gujarat

## 不祥事
2009年（平成21年）、ビジネスデザイン研究所への社内手続きを行わず、凡そ64億円の不正融資を行い未返済額が約17億4,200万円に上ることや、有価証券報告書へ売上原価の過少計上などの虚偽記載が行われたことが発覚し、金融庁から課徴金納付命令が下され1816万9998円を納付した。東京証券取引所からは、有価証券上場規程第404条・第416条第1項違反として、上場違約金1000万円を請求したと同時に、特設注意市場銘柄にも指定した。同様に名古屋証券取引所からも、改善報告書の徴求がなされた。また一連の問題により、経理担当執行役員が懲戒免職にされている。同社の設置した責任追及委員会は、不正融資時の経営陣に対し約17億円の損害賠償請求を行うよう答申を作成、それに基づき名古屋地裁岡崎支部に損害賠償請求訴訟と、当時の取締役12名に8,000万円の返還を要求した。
不正融資とされたビジネスデザイン研究所側は、工業用ロボットの売買契約は正規に交わされており、フタバ産業側の発表は一方的でかつ納得できないとし、場合によっては風評被害などで法廷で争う意思を明らかにした。
東京証券取引所は2010年（平成22年）6月24日、内部管理体制等に問題があると認められないと判断し、特設注意市場銘柄の指定を解除した。
2013年（平成25年）2月6日、関連会社への不正融資を隠す目的で書類を偽造するなどしたとされる事件で、前社長が有印私文書偽造・同行使容疑で逮捕された。また、不正融資目的でフタバ産業の当座預金から計約15億円を引き出したとして、業務上横領容疑で元常務、元執行役員ら3人が再逮捕された。さらに2011年（平成23年）3月期までの4年間で計15億5000万円の申告漏れを名古屋国税局の税務調査を受け指摘された。2008年（平成20年）ごろから経営が悪化していた岩手県と佐賀県の子会社2社を支援するため両社からマフラーなどの部品を不当に高く買い取り、トヨタなどの取引先に同じ価格で販売していた。国税局は経費の過大計上で利益が圧縮されたと判断した。
2013年（平成25年）9月11日、同社の元専務が中国広東省の現地法人である「東莞双葉金属制品有限公司」と「雙葉科技有限公司」の社長在任当時に違法操業の処分を軽くしてもらうようにするために現地の税関や地方幹部に現金や女性用バックを渡していた容疑で愛知県警捜査2課に逮捕された。賄賂の総額は5000万円を超えるとみられている。